# Sicamous (Colombie-Britannique)
Pour les articles homonymes, voir Sicamous.
Sicamous est une localité située en Colombie-Britannique.

## Démographie
| 2001  | 2006  | 2011  | 2016  |
| ----- | ----- | ----- | ----- |
| 2 720 | 2 676 | 2 441 | 2 429 |